# Alfredo Encalada
Alfredo Encalda (Guayaquil, 4 settembre 1957) è un ex calciatore ecuadoriano, di ruolo difensore.

## Carriera

### Club
Ha sempre giocato nel campionato ecuadoriano.

### Nazionale
Con la maglia della nazionale giocò 2 partite e prese parte alla Copa América 1983.

## Palmarès

### Club

#### Competizioni nazionali
- Campionato ecuadoriano: 1

LDU Quito: 1975